# Проприорецептор
Проприорецепторы, проприоцепторы, чувствительные рецепторы (от лат. proprius — «собственный, особенный» и receptor — «принимающий») — периферические элементы сенсорных органов, расположенные в мышцах, связках, суставных сумках, в коже и свидетельствующие об их работе (сокращения мышц, изменения положения тела в пространстве). Проприорецепторы являются частным видом механорецепторов. Чувство, соответствующее этим элементам сенсорных органов, — проприоцепция.
К проприоцепторам относят, помимо свободных нервных окончаний, также мышечные веретена, тельца Гольджи, сосредоточенные в сухожилиях, и тельца Пачини, расположенные в фасциях, сухожилиях, связках.